# دامير مرشيتش
دامير مرشيتش (بالتركية: Damir Mrsic)‏ مواليد 25 أكتوبر 1970 في جمهورية البوسنة والهرسك الاشتراكية، هو مدرب كرة سلة تركي/بوسني ولاعب سابق. بدأ مسيرته الاحترافية في سنة 1989. يبلغ طوله 6 قدم 3 بوصة (1.9 م). اعتزل اللعب في 2010.

## المسيرة الاحترافية
لعب مع فنربخشة لكرة السلة في الدوري التركي في موسم 2001–2002، ثم لعب مع نادي يونيكس قازان لكرة السلة في موسم 2002–2003، ثم لعب مع نادي دينامو موسكو لكرة السلة في موسم 2003–2004، ثم لعب مع نادي فنربخشة من سنة 2004 إلى 2010.

## روابط خارجية
- دامير مرشيتش على موقع الاتحاد الدولي لكرة السلة (الإنجليزية)
- دامير مرشيتش على موقع الدوري الأوروبي لكرة السلة (الإنجليزية)
- دامير مرشيتش على موقع كرة السلة الأوروبية.كوم (الإنجليزية)
- دامير مرشيتش على موقع ريلجم (الإنجليزية)
- دامير مرشيتش على موقع بروبوليرز (الإنجليزية)
- دامير مرشيتش على موقع سبورتس رفرنس (الإنجليزية)